# Marumbi
Marumbi é um município brasileiro do estado do Paraná.

## Geografia
Possui uma área é de 208,470 km² representando 0,1046 % do estado, 0,037 % da região e 0,0025 % de todo o território brasileiro. Localiza-se a uma latitude 23°42'21" sul e a uma longitude 51°38'20" oeste. Sua população estimada em 2005 era de 4.365 habitantes.[carece de fontes?]

## Economia
Localizada no norte do estado, sua economia é baseada na agricultura.

### Demografia
Dados do Censo - 2000
População total: 4.612
- Urbana: 3.380
- Rural: 1.232
- Homens: 2.356
- Mulheres: 2.256

Índice de Desenvolvimento Humano (IDH-M): 0,735
- IDH-M Renda: 0,645
- IDH-M Longevidade: 0,718
- IDH-M Educação: 0,841

## Administração
- Prefeito: Adhemar Francisco Rejani (2017/2020)
- Vice-prefeito: Luiz Carlos
- Presidente da câmara: José Fernandes da Costa